# Campionati del mondo di corsa campestre 1982
Il X Campionato mondiale di corsa campestre si è svolto a Roma, in Italia, il 21 marzo 1982 all'Ippodromo delle Capannelle. Vi hanno preso parte 382 atleti in rappresentanza di 33 nazioni. Il titolo maschile è stato vinto da Mohamed Kedir mentre quello femminile da Maricica Puică.

## Nazioni partecipanti
Qui sotto sono elencate le nazioni che hanno partecipato a questi campionati (tra parentesi il numero degli atleti per ciascuna nazione):
- Algeria (20)
- Australia (1)
- Belgio (19)
- Canada (21)
- Cecoslovacchia (2)
- Danimarca (16)
- Etiopia (14)
- Francia (21)
- Galles (20)
- Germania Est (3)
- Germania Ovest (7)

- Inghilterra (21)
- Irlanda (20)
- Irlanda del Nord (11)
- Israele (3)
- Italia (20)
- Kenya (9)
- Kuwait (1)
- Libano (2)
- Messico (1)
- Marocco (6)
- Norvegia (4)

- Nuova Zelanda (4)
- Paesi Bassi (6)
- Polonia (6)
- Portogallo (21)
- Romania (2)
- Scozia (21)
- Spagna (21)
- Stati Uniti (21)
- Svezia (15)
- Svizzera (6)
- Unione Sovietica (17)

## Risultati

### Individuale (uomini seniores)
| Posizione | Atleta             | Nazionalità   | Tempo   |
| --------- | ------------------ | ------------- | ------- |
| Oro       | Mohamed Kedir      | Etiopia       | 32'40"5 |
| Argento   | Alberto Salazar    | Stati Uniti   | 32'44"8 |
| Bronzo    | Rod Dixon          | Nuova Zelanda | 33'01"8 |
| 4         | Hansjörg Kunze     | Germania Est  | 33'03"0 |
| 5         | Mike McLeod        | Inghilterra   | 33'06"4 |
| 6         | Eshetu Tura        | Etiopia       | 33'07"7 |
| 7         | Alberto Cova       | Italia        | 34'12"8 |
| 8         | Werner Schildhauer | Germania Est  | 34'17"1 |
| 9         | David Clarke       | Inghilterra   | 34'19"4 |
| 10        | Rob de Castella    | Australia     | 34'20"5 |
| 11        | Hugh Jones         | Inghilterra   | 34'21"0 |
| 12        | Wodajo Bulti       | Etiopia       | 34'28"5 |

### Squadre (uomini seniores)
| Pos.    | Atleta | Punti                 |
| ------- | --- | --------------------- |
| Oro     | Etiopia Mohamed Kedir Eshetu Tura Wodajo Bulti Miruts Yifter Hana Girma Dereje Nedi                         | 98 1 6 12 16 28 35    |
| Argento | Inghilterra Mike McLeod Dave Clarke Hugh Jones Julian Goater Steve Kenyon Karl Harrison                     | 114 5 9 11 18 22 49   |
| Bronzo  | Unione Sovietica Aleksandras Antipovas Valerij Sapon Enn Sellik Viktor Čumakov Evgenij Okorokov Toomas Turb | 257 19 24 45 46 52 71 |
| 4       | Kenya | 271                   |
| 5       | Spagna | 280                   |
| 6       | Stati Uniti                                                                                                 | 300                   |
| 7       | Portogallo                                                                                                  | 328                   |
| 8       | Germania Ovest                                                                                              | 330                   |

### Individuale (uomini under 20)
| Posizione | Atleta            | Nazionalità | Tempo   |
| --------- | ----------------- | ----------- | ------- |
| Oro       | Zurbachev Gelaw   | Etiopia     | 22'45"3 |
| Argento   | Adugna Lema       | Etiopia     | 22'46"6 |
| Bronzo    | Stefano Mei       | Italia      | 22'48"7 |
| 4         | Hunde Kume        | Etiopia     | 22'50"5 |
| 5         | Teka Mekonnen     | Etiopia     | 22'56"2 |
| 6         | Francesco Panetta | Italia      | 23'08"4 |
| 7         | Salvatore Nicosia | Italia      | 23'09"2 |
| 8         | Jonathan Richards | Inghilterra | 23'11"4 |
| 9         | Gonfa Negere      | Etiopia     | 23'14"3 |
| 10        | Bekele Debele     | Etiopia     | 23'19"7 |
| 11        | John Easker       | Stati Uniti | 23'25"0 |
| 12        | Francisco Espejo  | Spagna      | 23'29"7 |

### Squadre (uomini under 20)
| Posizione | Nazione e atleti                                                       | Punti         |
| --------- | ---------------------------------------------------------------------- | ------------- |
| Oro       | Etiopia Zurbachev Gelaw Adugna Lema Hunde Kume Teka Mekonnen           | 12 1 2 4 5    |
| Argento   | Italia Stefano Mei Francesco Panetta Salvatore Nicosia Ranieri Carenza | 37 3 6 7 21   |
| Bronzo    | Stati Uniti John Easker Tom Ansberry George Nicholas Joe Stinzi        | 70 1 14 22 23 |
| 4         | Spagna                                                                 | 72            |
| 5         | Canada                                                                 | 95            |
| 6         | Inghilterra                                                            | 100           |
| 7         | Marocco                                                                | 138           |
| 8         | Unione Sovietica                                                       | 146           |

### Individuale (donne seniores)
| Posizione | Atleta               | Nazionalità      | Tempo   |
| --------- | -------------------- | ---------------- | ------- |
| Oro       | Maricica Puică       | Romania          | 14'38"9 |
| Argento   | Fiţa Lovin           | Romania          | 14'40"5 |
| Bronzo    | Grete Waitz          | Norvegia         | 14'43"9 |
| 4         | Agnese Possamai      | Italia           | 14'46"9 |
| 5         | Dianne Rodger        | Nuova Zelanda    | 14'49"2 |
| 6         | Ingrid Kristiansen   | Norvegia         | 14'50"9 |
| 7         | Elena Sipatova       | Unione Sovietica | 14'51"9 |
| 8         | Raisa Smechnova      | Unione Sovietica | 14'55"5 |
| 9         | Nadia Dandolo        | Italia           | 14'57"9 |
| 10        | Jan Merrill          | Stati Uniti      | 14'59"5 |
| 11        | Tat'jana Pozdnjakova | Unione Sovietica | 15'00"1 |
| 12        | Kate Wiley           | Canada           | 15'01"0 |

### Squadre (donne seniores)
| Posizione | Nazione e atleti                                                                      | Punti          |
| --------- | ------------------------------------------------------------------------------------- | -------------- |
| Oro       | Unione Sovietica Elena Sipatova Raisa Smechnova Tat'jana Pozdnjakova Halyna Zacharova | 44 7 8 11 18   |
| Argento   | Italia Agnese Possamai Nadia Dandolo Cristina Tomasini Rita Marchisio                 | 57 4 9 19 25   |
| Bronzo    | Inghilterra Ann Ford Paula Fudge Jane Furniss Ruth Smeeth                             | 67 13 14 16 24 |
| 4         | Stati Uniti                                                                           | 70             |
| 5         | Canada                                                                                | 104            |
| 6         | Norvegia                                                                              | 126            |
| 7         | Spagna                                                                                | 132            |
| 8         | Francia                                                                               | 158            |

## Medagliere
Legenda
     Paese ospitante
| Posizione | Paese            | Oro | Argento | Bronzo | Totale |
| --------- | ---------------- | --- | ------- | ------ | ------ |
| 1         | Etiopia          | 4   | 1       | 0      | 5      |
| 2         | Romania          | 1   | 1       | 0      | 2      |
| 3         | Unione Sovietica | 1   | 0       | 1      | 2      |
| 4         | Italia           | 0   | 2       | 1      | 3      |
| 5         | Inghilterra      | 0   | 1       | 1      | 2      |
| 5         | Stati Uniti      | 0   | 1       | 1      | 2      |
| 7         | Norvegia         | 0   | 0       | 1      | 1      |
| 7         | Nuova Zelanda    | 0   | 0       | 1      | 1      |
| Totale    | Totale           | 6   | 6       | 6      | 18     |